# 불연속점의 분류
연속 함수의 이론에서, 함수의 불연속점(不連續點, 영어: point of discontinuity)은 연속점이 아닌, 정의역 속의 점이다. 함수의 불연속점의 집합은 이산 집합이거나 조밀 집합일 수 있으며, 함수의 정의역 전체일 수 있다. 불연속점을 연속이 실패하는 원인이 무엇인지에 따라 분류할 수 있다. 일부 종류의 불연속점은 자연스럽게 연속점이 되게 메워줄 수 있으며, 일부는 그럴 수 없다.

## 정의
실수 함수의 경우를 생각하자. 대략, 불연속점은 좌극한과 우극한의 존재 여부에 따라 제1종 불연속점(第一種不連續點, 영어: point of discontinuity of the first kind)과 제2종 불연속점(第二種不連續點, 영어: point of discontinuity of the second kind)으로 분류된다. 제1종 불연속점은 좌극한과 우극한이 일치하는지에 따라 제거 가능 불연속점(除去可能不連續點, 영어: point of removable discontinuity)과 비약 불연속점(飛躍不連續點, 영어: point of jump discontinuity)으로 분류되며, 제2종 불연속점은 무한대인 좌극한이나 우극한이 있는지에 따라 무한 불연속점(無限不連續點, 영어: point of infinite discontinuity)과 진동 불연속점(震動不連續點, 영어: point of oscillating discontinuity)으로 분류된다.
구체적으로, 정의역이 실수 열린구간 {\displaystyle I\subseteq \mathbb {R} }, 공역이 실수 집합 {\displaystyle \mathbb {R} }인 함수 {\displaystyle f\colon I\to \mathbb {R} }가 주어졌다고 하자.

### 제1종 불연속점
불연속점 {\displaystyle a\in I}가 다음 조건을 만족시키면, 제1종 불연속점이라고 한다.
- (좌·우극한 존재) {\displaystyle \lim _{x\to a^{-}}f(x)}와 {\displaystyle \lim _{x\to a^{+}}f(x)}가 둘 다 존재한다.

#### 제거 가능 불연속점

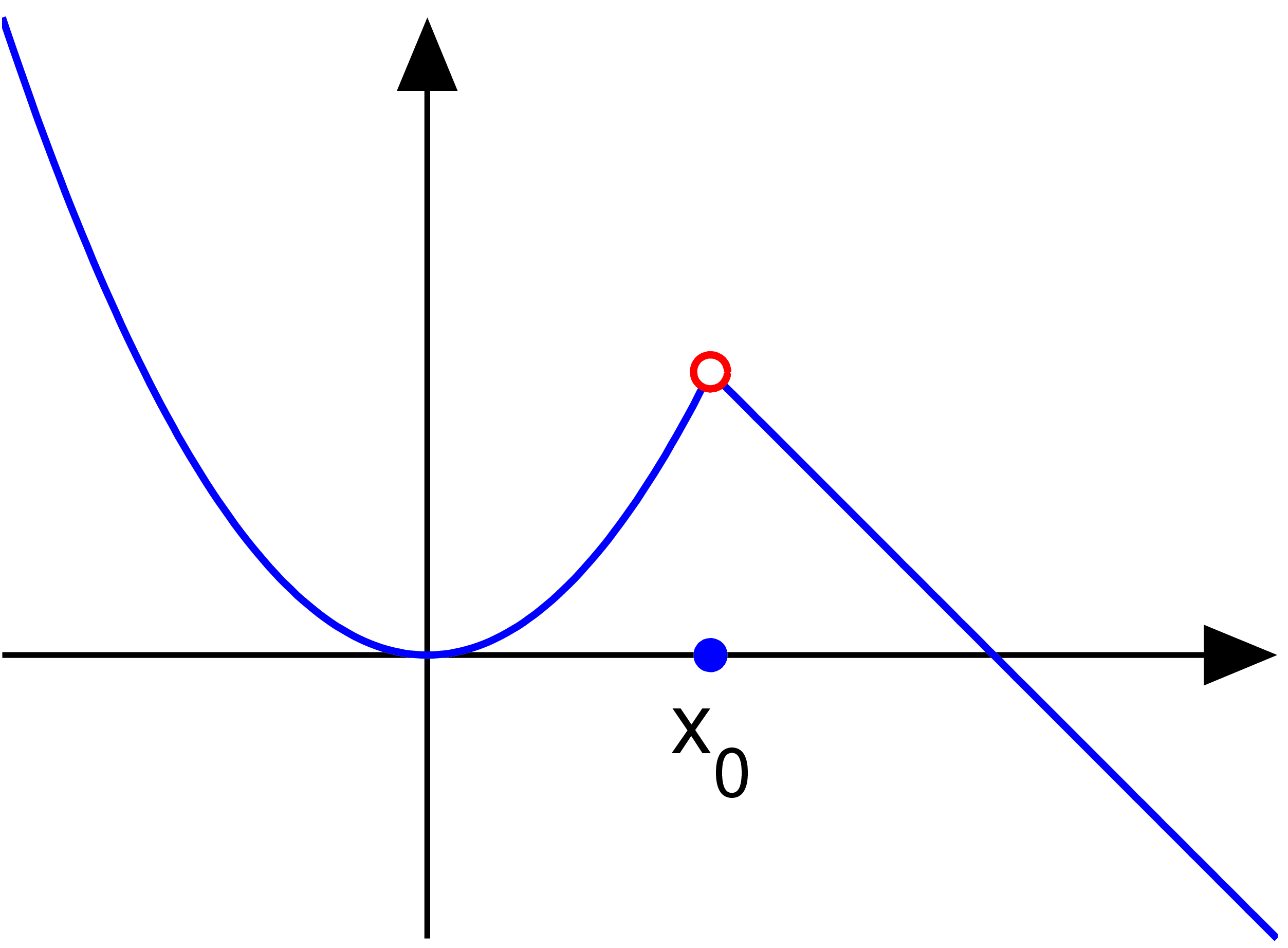
없앨 수 있는 불연속점

제1종 불연속점 {\displaystyle a\in I}가 동치인 다음 두 조건 중 적어도 하나를 만족하면 {\displaystyle a}를 제거 가능 불연속점 또는 없앨 수 있는 불연속점이라고 한다.
- (좌·우극한 일치) {\displaystyle \lim _{x\to a^{-}}f(x)=\lim _{x\to a^{+}}f(x)}
- (극한 존재) {\displaystyle \lim _{x\to a}f(x)}가 존재한다.
- (제거 가능) {\displaystyle f|_{I\setminus \{a\}}=g|_{I\setminus \{a\}}}인 연속 함수 {\displaystyle g\colon I\to \mathbb {R} }가 존재한다.

예를 들어, 1은 다음과 같은 함수의 제거 가능 불연속점이다.
{\displaystyle f(x)={\begin{cases}x^{2}&x<1\\0&x=1\\2-x&x>1\end{cases}}}
제거 가능 불연속점은 함수의 재정의를 통해 연속점으로 만들 수 있다. 예를 들어, 위 함수를 다음과 같이 재정의하자.
{\displaystyle f(1)=1}
그렇다면, 1은 새로운 함수의 연속점이 된다.

#### 비약 불연속점

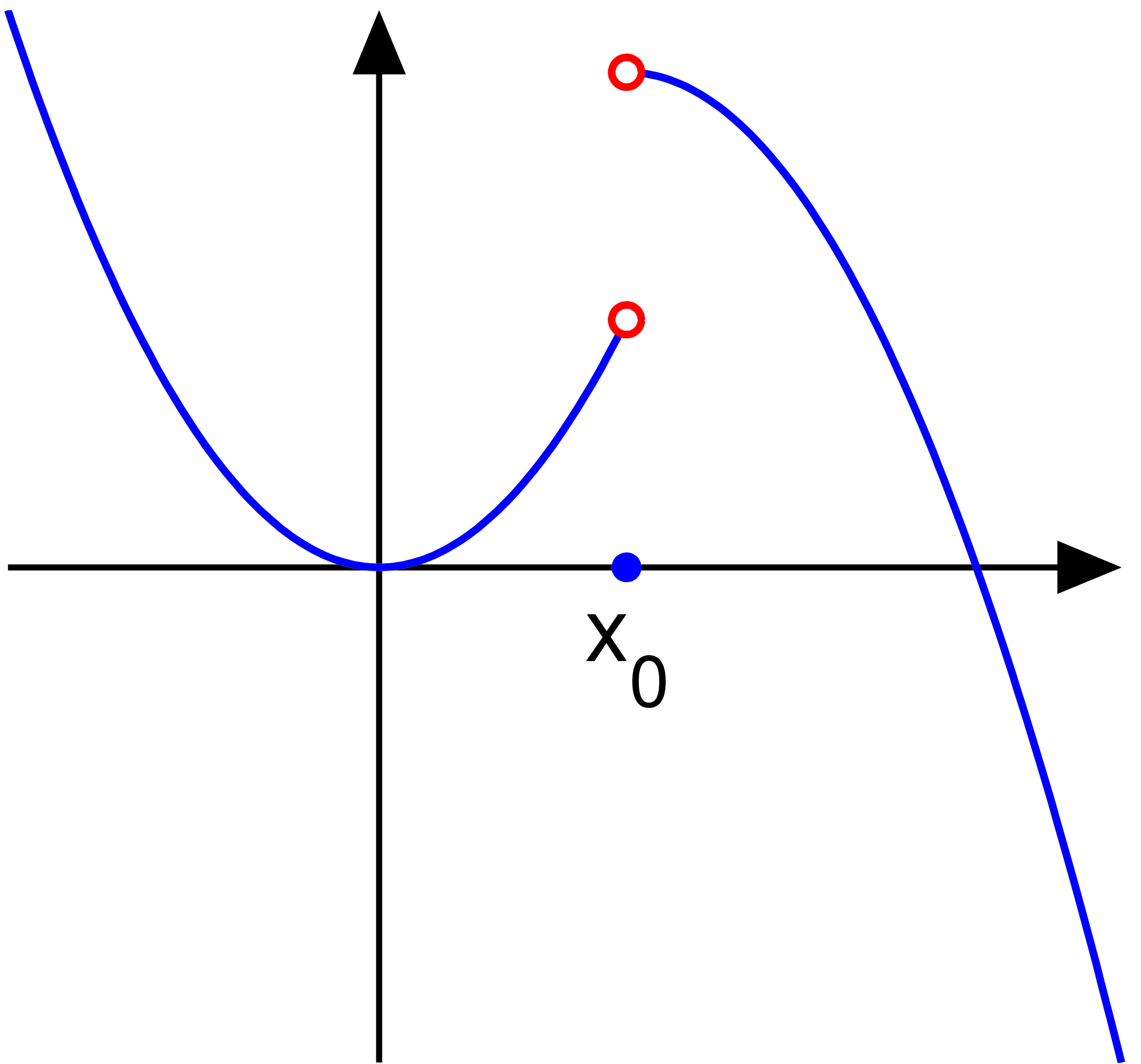
비약 불연속성

제1종 불연속점 {\displaystyle a\in I}가 동치인 다음 두 조건 중 적어도 하나를 만족하면 a를 비약 불연속점 또는 뜀 불연속점이라고 한다.
- (좌·우극한 불일치) {\displaystyle \lim _{x\to a^{-}}f(x)\neq \lim _{x\to a^{+}}f(x)}
- (극한 부재) {\displaystyle \lim _{x\to a}f(x)}가 존재하지 않는다.

예를 들어, 1은 다음과 같은 함수의 비약 불연속점이다.
{\displaystyle f(x)={\begin{cases}x^{2}&x<1\\0&x=1\\2-(x-1)^{2}&x>1\end{cases}}}

### 제2종 불연속점
불연속점 {\displaystyle a\in I}가 다음 조건을 만족시키면, 제2종 불연속점이라고 한다.
- (좌/우극한 부재) {\displaystyle \lim _{x\to a^{-}}f(x)}와 {\displaystyle \lim _{x\to a^{+}}f(x)} 가운데 적어도 하나가 존재하지 않는다.

#### 무한 불연속점

무한 불연속점

제2종 불연속점 {\displaystyle a\in I}가 다음 조건을 만족시키면, 무한 불연속점이라고 한다.
- (좌/우극한 무한대) {\displaystyle \lim _{x\to a^{-}}f(x)}와 {\displaystyle \lim _{x\to a^{+}}f(x)} 가운데 적어도 하나가 사영 무한대 {\displaystyle {\hat {\infty }}}이다.

예를 들어, 1은 다음과 같은 함수의 무한 불연속점이다.
{\displaystyle f(x)={\begin{cases}\sin {\frac {5}{x-1}}&x<1\\0&x=1\\{\frac {1}{x-1}}&x>1\end{cases}}}

#### 진동 불연속점
제2종 불연속점 {\displaystyle a\in I}가 다음 조건을 만족시키면, 진동 불연속점이라고 한다.
- (좌·우극한 무한대 아님) {\displaystyle \lim _{x\to a^{-}}f(x)}가 사영 무한대 {\displaystyle {\hat {\infty }}}가 아니며, {\displaystyle \lim _{x\to a^{+}}f(x)}가 사영 무한대 {\displaystyle {\hat {\infty }}}가 아니다.

예를 들어, 1은 다음과 같은 함수의 진동 불연속점이다.
{\displaystyle f(x)={\begin{cases}\sin {\frac {5}{x-1}}&x\neq 1\\0&x=1\end{cases}}}

## 성질
함수의 연속점의 집합은 항상 Gδ 집합이다. 함수의 불연속점의 집합은 항상 Fσ 집합이다.
실변수 실숫값 함수의 제1종 불연속점의 집합은 가산 집합이다.
증명:
편의상, 실수 구간 {\displaystyle I\subseteq \mathbb {R} }에 정의된 실숫값 함수 {\displaystyle f\colon I\to \mathbb {R} }만을 생각하자. {\displaystyle f}의 불연속점 집합을 {\displaystyle E\subseteq I}라고 하자. 그렇다면, 다음이 성립한다.
{\displaystyle E=\bigcup _{n=1}^{\infty }E_{n}}
{\displaystyle E_{n}=\left\{a\in I\colon w_{f}(a)>{\frac {1}{n}}\right\}}
{\displaystyle w_{f}(a)=\limsup _{x\to a}f(x)-\liminf _{x\to a}f(x)}
이제 각 {\displaystyle E_{n}}이 고립점의 집합임을 증명하자. 임의의 {\displaystyle a\in E_{n}}에 대하여, {\displaystyle a}에서 좌극한과 우극한이 존재한다. 따라서, 다음을 만족시키는 {\displaystyle \delta >0}이 존재한다.
{\displaystyle \left|f(x)-\lim _{x\to a^{-}}f(x)\right|<{\frac {1}{2n}}\qquad \forall x\in (a-\delta ,a)}
{\displaystyle \left|f(x)-\lim _{x\to a^{+}}f(x)\right|<{\frac {1}{2n}}\qquad \forall x\in (a,a+\delta )}
따라서
{\displaystyle w_{f}(x)\leq \sup _{s,t\in (a-\delta ,a)}|f(s)-f(t)|\leq {\frac {1}{n}}\qquad \forall x\in (a-\delta ,a)}
{\displaystyle w_{f}(x)\leq \sup _{s,t\in (a,a+\delta )}|f(s)-f(t)|\leq {\frac {1}{n}}\qquad \forall x\in (a,a+\delta )}
즉, 각 {\displaystyle E_{n}}은 고립점의 집합이므로 가산 집합이다. 즉, {\displaystyle E}는 가산 집합이다.
특히, 실변수 실숫값 단조함수의 불연속점은 항상 제1종 불연속점이므로, 단조함수의 불연속점 집합은 커야 가산 집합이다. 이를 프로다의 정리(영어: Froda's theorem)라고 한다.
증명:
편의상, 실수 구간 {\displaystyle I\subseteq \mathbb {R} }에 정의된 실숫값 단조함수 {\displaystyle f\colon I\to \mathbb {R} }만을 생각하자. 임의의 {\displaystyle a\in I}에 대하여, 상한 공리에 따라, 다음과 같은 상한이 존재한다.
{\displaystyle \sup _{x\in I\colon x<a}f(x)}
또한, 상한의 정의에 따라, 이는 {\displaystyle a}에서의 좌극한이다.
{\displaystyle \lim _{x\to a^{-}}f(x)=\sup _{x\in I\colon x<a}f(x)}
비슷하게, 임의의 점에서의 우극한의 존재 역시 보일 수 있다.

## 예

### 불연속점 집합이 실수 집합인 함수
디리클레 함수
{\displaystyle f(x)={\begin{cases}1&x\in \mathbb {Q} \\0&x\in \mathbb {R} \setminus \mathbb {Q} \end{cases}}}
의 불연속점 집합은 실수 집합이다. 이들 불연속점은 모두 진동 불연속점이다.

### 불연속점 집합이 유리수 집합인 함수
토메 함수
{\displaystyle f(x)={\begin{cases}{\frac {1}{q}}&x={\frac {p}{q}};p,q\in \mathbb {Z} ;q>0;\gcd\{p,q\}=1\\0&x\in \mathbb {R} \setminus \mathbb {Q} \end{cases}}}
불연속점 집합은 유리수 집합이다. 이들 불연속점은 모두 제거 가능 불연속점이다.

### 불연속점 집합이 유리수 집합인 단조함수
전체 유리수를 나열한 수열 {\displaystyle (r_{n})_{n=0}^{\infty }}에 대하여, 다음과 같은 함수를 정의하자.
{\displaystyle f(x)=\sum _{n\in \mathbb {N} \colon r_{n}<x}{\frac {1}{2^{n}}}\qquad (x\in \mathbb {R} )}
그렇다면, {\displaystyle f}는 불연속점 집합이 유리수 집합인 증가함수이다. 이들 불연속점은 모두 제거 가능 불연속점이다.

## 같이 보기
- 특이점 (해석학)